# 人マニア
「人マニア」（ひとマニア）は、原口沙輔による楽曲。ボーカルに重音テトを起用している。原口が初めてリリースした広義ボカロの楽曲である。

## 構成

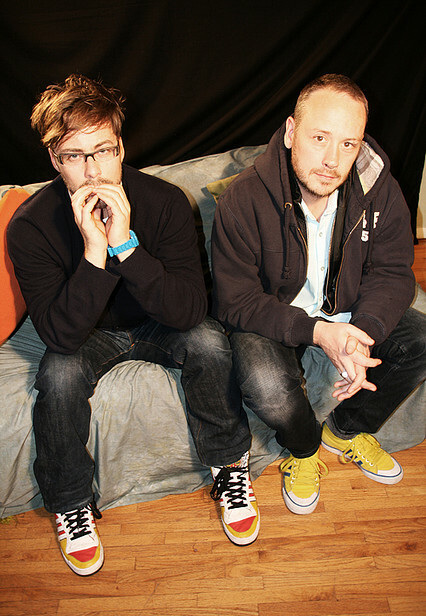
ベースメント・ジャックスは「人マニア」の楽曲構成に大きく影響を与えている

原口はベースメント・ジャックスのような曲を作りたいと考え、それを日本風に落とし込むために音MADの表現が流用されている。また、ジャージー・クラブなどのジャンルも参考にされている。
また、重音テトを起用した理由は自分と親和性があると感じだからだと語っている。

## 評価
音楽プロデューサーであるケンカイヨシはこの曲を「キャッチーでシンプルに聴こえる [...] 斬新さの裏側で(ヒップホップやテクノポップの)伝統にとても忠実」と評した。伝統の例として、奇抜なサンプル性についてアクフェンの「Deck The House」、サビへの移行についてはイエロー・マジック・オーケストラの「Technopolis」、ハイパーポップでトラップ的なビートはビリー・アイリッシュの「バッド・ガイ」、ヒット音についてはソウルソニック・フォースの「Planet Rock」などを例に出した。
2024年1月14日放送のテレビ朝日系音楽番組「関ジャム 完全燃SHOW　プロが選ぶ2023年のマイベスト10曲」において、音楽プロデューサー・蔦谷好位置がこの曲を5位に挙げた。

## 影響
The VOCALOID Collection 〜2023 Summer〜において11位を獲得した。
歌ってみたなどの二次創作が広く制作されており、月ノ美兎やDAOKOなどによってカバーされている。

## チャート成績
Billboard JAPAN発行のニコニコ VOCALOID SONGS TOP20において18週間連続一位を獲得し、同チャートで最も長く連続して一位を獲得した曲となった。

## ミュージックビデオ
ミュージックビデオは2023年8月8日に公開された。ビデオでは端に置かれたスマホが映し出され、重音テトのパフォーマンスやサンプリング音声に対応する画像などが映されている。最終的に、何者かがスマホを画面の近くまで移動させて動画は終わる。
急な音などはブラウザクラッシャーから着想を得ているため、ビデオではその際にホラー調の画像が表示される。